# Technische Universität Kitami
Koordinaten: 43° 49′ 20,1″ N, 143° 54′ 10,2″ O

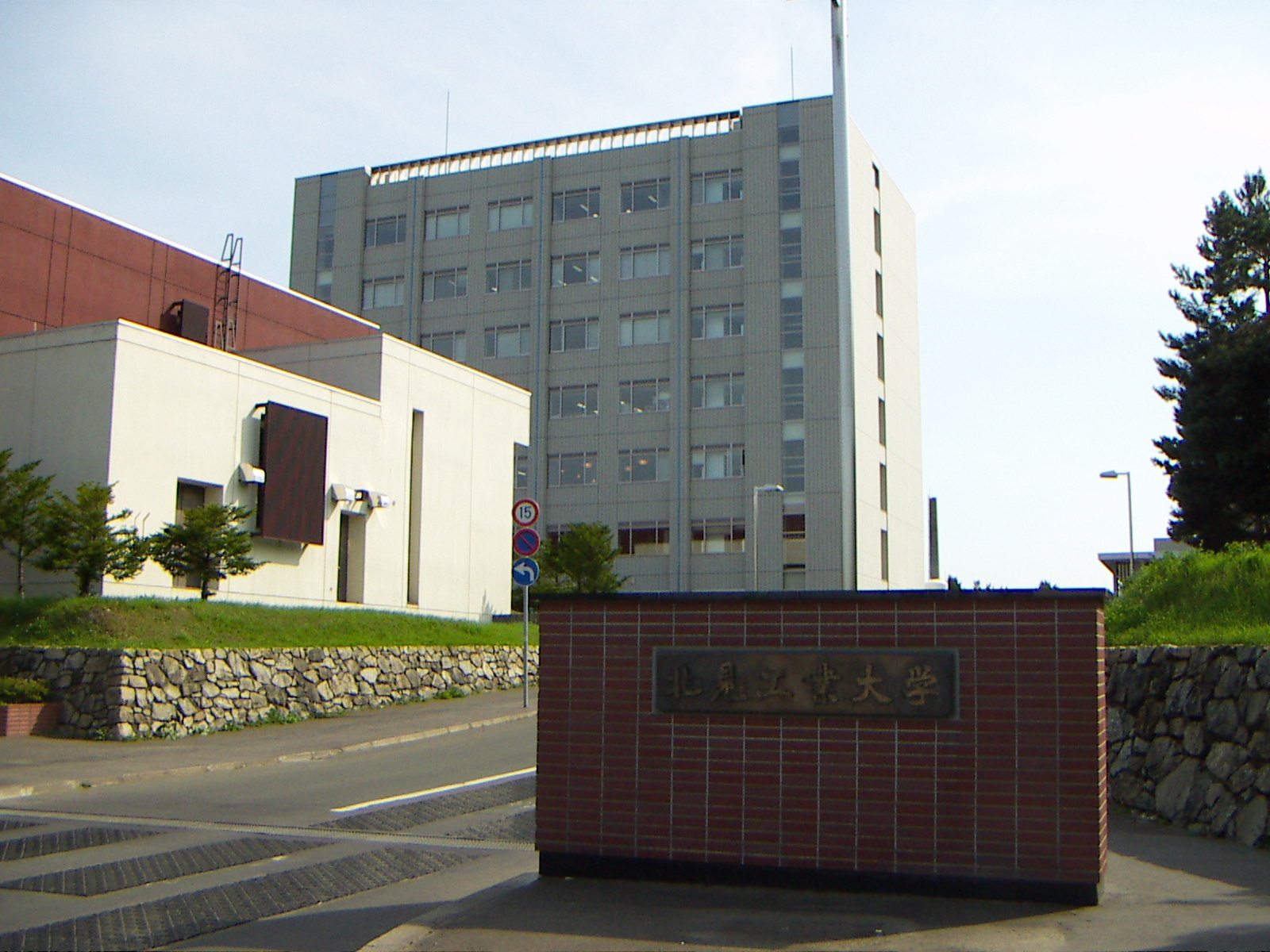
Haupteingang (2004)

Die Technische Universität Kitami (jap. 北見工業大学, Kitami kōgyō daigaku; engl. Kitami Institute of Technology, kurz: KIT) ist eine staatliche Universität in Kitami, Hokkaidō (Japan). Sie ist die nördlichste der japanischen staatlichen Universitäten.
Sie wurde 1960 als Technische Kurzuniversität Kitami (北見工業短期大学, Kitami kōgyō tanki daigaku) gegründet, mit zwei Abteilungen (Maschinenlehre und Angewandte Chemie). 1966 entwickelte sie sich zur 4-jährigen Technischen Universität Kitami (Abteilungen: Maschinenlehre, Elektrotechnik, Industrielle Chemie und Bauingenieurwesen). 1984 gründete sie die Masterstudiengänge, 1997 dann die Doktorkurse. Seit dem April 2022 wird sie (neben der Handelshochschule Otaru und der Universität für Landwirtschaft und Veterinärmedizin Obihiro) vom Hokkaido National Higher Education and Research System (国立大学法人 北海道国立大学機構) verwaltet.

## Fakultäten
- Fakultät für Ingenieurwissenschaften
  - Abteilung für Erdes-, Energie- und Umwelttechnik (地球環境工学科, School of Earth, Energy and Environmental Engineering)[4]
    - Kurse: Angewandte Energietechnik / Umwelt- und Katastrophenschutz / Materialtechnologie / Regional Management Engineering

  - Abteilung für Regionale Zukunftsdesigntechnik (地域未来デザイン工学科, School of Regional Innovation and Social Design Engineering)[5]
    - Kurse: Maschinenintelligenz und Biomechanik / Informationsdesign und Kommunikation / Bauingenieurwesen / Biotechnologie und Lebensmittelchemie / Regional Management Engineering